# Каскейд-Локс (Орегон)
Каскейд-Локс (англ. Cascade Locks) — місто (англ. city) в США, в окрузі Гуд-Рівер штату Орегон. Населення — 1379 осіб (2020).

## Географія
Каскейд-Локс розташований за координатами 45°40′34″ пн. ш. 121°52′4″ зх. д. / 45.67611° пн. ш. 121.86778° зх. д. (45.676211, -121.867793).  За даними Бюро перепису населення США в 2010 році місто мало площу 7,88 км², з яких 5,39 км² — суходіл та 2,48 км² — водойми.

## Демографія
Згідно з переписом 2010 року, у місті мешкали 1144 особи в 445 домогосподарствах у складі 305 родин. Густота населення становила 145 осіб/км².  Було 502 помешкання (64/км²).
Расовий склад населення:
| - 87,7 % — білих - 1,8 % — корінних американців - 0,9 % — азіатів - 0,6 % — вихідців з тихоокеанських островів - 0,5 % — чорних або афроамериканців - 2,7 % — осіб інших рас |

До двох чи більше рас належало 5,8 %. Частка іспаномовних становила 9,1 % від усіх жителів.
За віковим діапазоном населення розподілялося таким чином: 20,8 % — особи молодші 18 років, 67,7 % — особи у віці 18—64 років, 11,5 % — особи у віці 65 років та старші. Медіана віку мешканця становила 40,8 року. На 100 осіб жіночої статі у місті припадало 106,1 чоловіків;  на 100 жінок у віці від 18 років та старших — 102,7 чоловіків також старших 18 років.
Середній дохід на одне домашнє господарство  становив 44 849 доларів США (медіана — 40 000), а середній дохід на одну сім'ю — 51 571 долар (медіана — 45 921). Медіана доходів становила 46 786 доларів для чоловіків та 40 500 доларів для жінок. За межею бідності перебувало 18,6 % осіб, у тому числі 31,7 % дітей у віці до 18 років та 10,0 % осіб у віці 65 років та старших.
Цивільне працевлаштоване населення становило 383 особи. Основні галузі зайнятості: виробництво — 18,8 %, транспорт — 13,8 %, мистецтво, розваги та відпочинок — 10,4 %, освіта, охорона здоров'я та соціальна допомога — 9,4 %.